# Satuq Bughra Qara-Jan 'Abd al-Karim
Abdulkarim Satuq Bughra Khan Ghazi (حضرت سلطان ستوق بغرا خان غازي) (en uigur, سۇلتان سۇتۇق بۇغراخان}}), también transcrito Satuk; fallecido en 955) fue un kan de los qarajánidas que gobernó entre 920 y 955; en 934, fue uno de los primeros gobernantes túrquicos en convertirse al Islam, lo que llevó a sus súbditos qarajánidas a convertirse.

## Origen
Se decía que Satuq provenía de Artux, identificado en el libro del siglo Hudud al-'alam (Los límites del mundo) como un "poblado pueblo de los yaghma", siendo los yaghma una de las tribus turcas que formaron los Karakhanids. Perdió a su padre Bazir Arslan Khan cuando tenía 6 años. Su tío se casó con su madre en matrimonio levirato, por lo que Satuq se convirtió en un hijastro de Oghulchak Khan.

## Conversión al islam
Según un informe de Munajjimbashi, basado en una tradición que en última instancia proviene de un emisario qarajánida en 1105 a la corte abasí, fue el primero de los kanes en convertirse al islam bajo la influencia de un faqīh de Bujará. Abu an-Nasr, un comerciante samani de Bujará, le enseñó sobre el Islam.

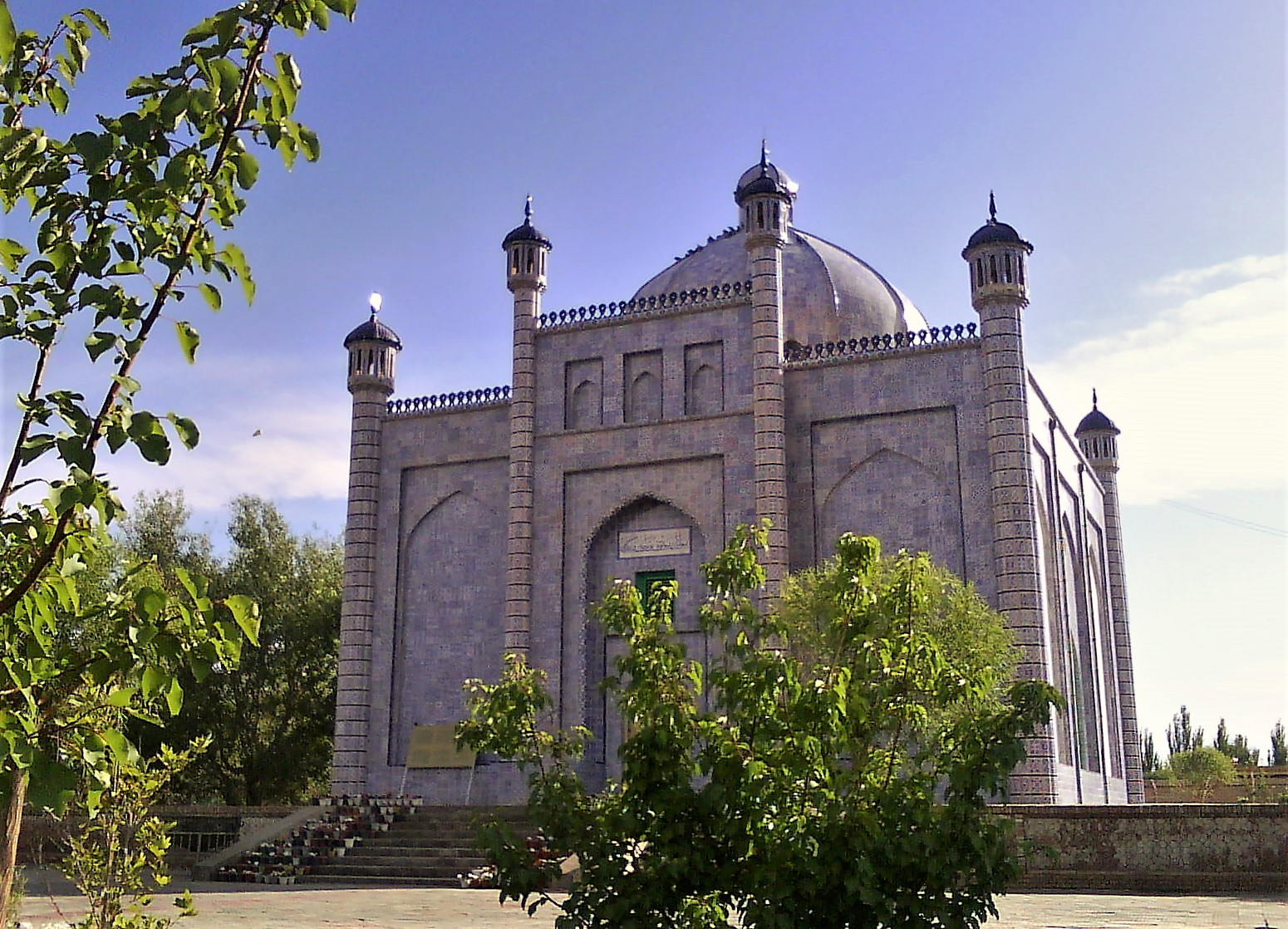
Tumba del sultán Satuk Bughra Khan, el primer kan musulmán, en Artush, Xinjiang

## Muerte
Satuq Bughra Khan murió en 955 según Jamal Qarshi, y fue enterrado en un mazar que todavía se puede visitar en Artux hoy. Fue restaurado en 1995 por el arquitecto uigur Abdurahim Ashan.

## Familia
Él tenía al menos 4 hijos y 3 hijas:
- Musa Baytash Khan
- Suleyman Khan
- Hasan Bughra
- Husayn Bughra
- Nasab Tarkan
- Hadya Tarkan
- Ala Nur